# Великі Леуші
Великі Леуші́ (рос. Большие Леуши) — селище у складі Октябрського району Ханти-Мансійського автономного округу Тюменської області, Росія. Входить до складу Малоатлимського сільського поселення.
Населення — 459 осіб (2010, 478 у 2002).
Національний склад станом на 2002 рік: росіяни — 84 %.